# Несвижская балетная школа
Несвижская балетная школа — балетная школа, действовавшая в 1758—1790 в Несвиже при Несвижском театре Радзивиллов.

## История
Школа была основана Михаилом Казимиром Радзивиллом «Рыбонькой» в 1758 году для пополнения труппы местного театра. Её первым руководителем стал французский танцовщик, балетмейстер и педагог Луи Максимилиан Дюпре (его тождественность с «великим» Дюпре спорна, по мнению некоторых учёных Л. М. Дюпре — брат или родственник «великого» Дюпре). В договоре, заключённом 3 марта 1758 года на три года, Дюпре было предписано помимо занятий с придворными «также учить восьмерых детей и юношей и девушек для балета в театре, какие ему будут указаны». Жалование Дюпре составило 170 дукатов в год. Считается, что в школе учились дети крепостных М. К. Радзивилла, однако театровед Г. И. Барышев полагает, что основную часть воспитанников составляли дети актёров и музыкантов театра.
Через год Михаил Казимир заключил с Дюпре ещё один договор, где, в частности, был достаточно подробно расписан рацион воспитанников (количество которых возросло до десяти) и затронут вопрос обогрева помещений. Из соглашения известно, что питание будущих артистов балета должно было быть трёхразовым, при этом по утрам было предписано «давать им какое-либо горячее блюдо, как, например, суп из пива или мяса».
9 декабря 1759 года силами учеников школы был исполнен балет «Арлекин» («Балет с Арлекином»), при этом Михаил Казимир в дневнике
положительно оценил это исполнение.
В 1760 году после смерти Иеронима Флориана Радзивилла балетная труппа его театра, располагавшегося в Слуцке, была присоединена к труппе Михаила Казимира и перевезена в Несвиж, туда же перебрался итальянский балетмейстер и педагог Антонио Путтини. Соответственно, несвижская школа пополнилась воспитанниками из Слуцка. Однако в том же году Несвиж покинул Дюпре, а в конце 1761 года — и Путтини.
В 1762 году театр и школу возглавил французский балетмейстер Якуб (Жак) Оливье, жалованье которого составило 300 дукатов в год (то есть, ок. 110 тыс. польских грошей), что значительно превышало траты на нужды школы (ок. 4 тыс. польских грошей в год). Однако в мае того же года Михаил Казимир умер, а его наследник — сын Кароль Станислав Радзивилл «Пане Коханку» — вскоре начал бороться за власть с могущественным родом Чарторыйских и потерпел поражение: в 1764 году Несвиж был взят российскими войсками (Екатерина II вмешалась на стороне Чарторыйских), а Кароль Станислав был вынужден эмигрировать. Примерно с этого времени театр и школа фактически прекратили существование.
Руководителями школы были:
- Л. М. Дюпре (1758—1760);
- Ж. Оливье (1762);
- А. Лойка (с 1779 г.);
- Г. Петинетти (с 1780 г.).